# Otto Emil Neumüller

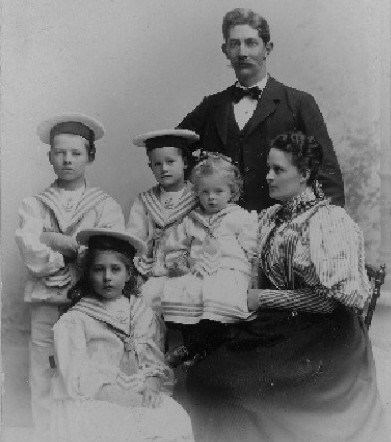
Otto Emil Neumüller och Selma med barnen Fredrik-Magnus, Wanda, John, Svea och Dagmar omkring 1898.

Otto Emil Neumüller, född 23 januari 1860 i Tyska S:ta Gertruds församling, Stockholm, död 15 mars 1925 i Nacka församling, Stockholms län,, var en svensk företagsledare och disponent på Neumüllers Bryggeri.

## Liv och verk

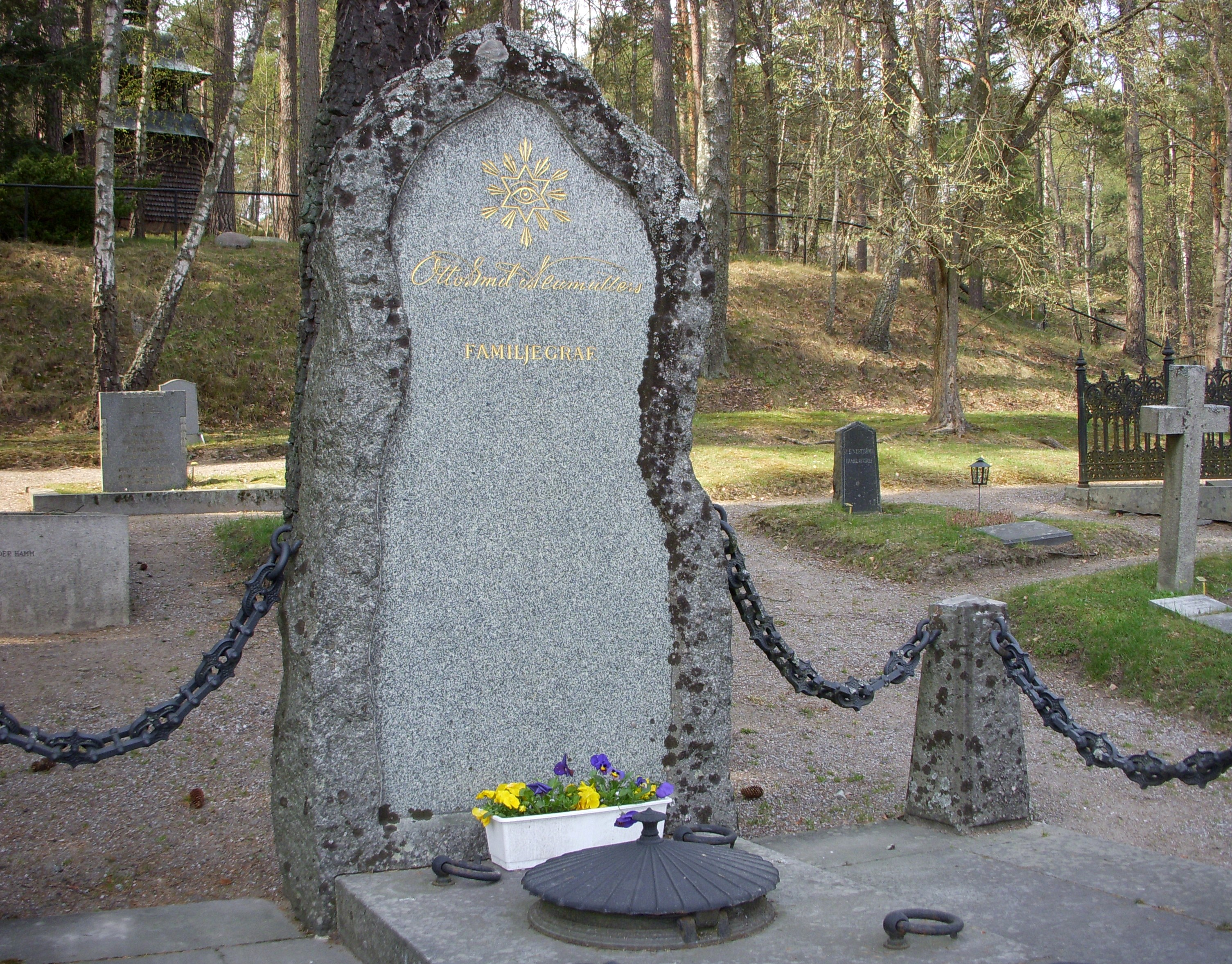
Otto Neumüllers familjegarv på Södra kyrkogården i Nacka.

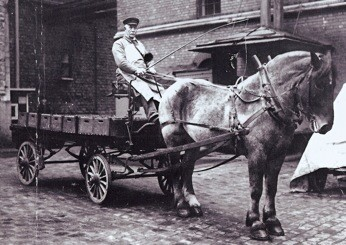
Otto Neumüller kör ut öl under strejken.

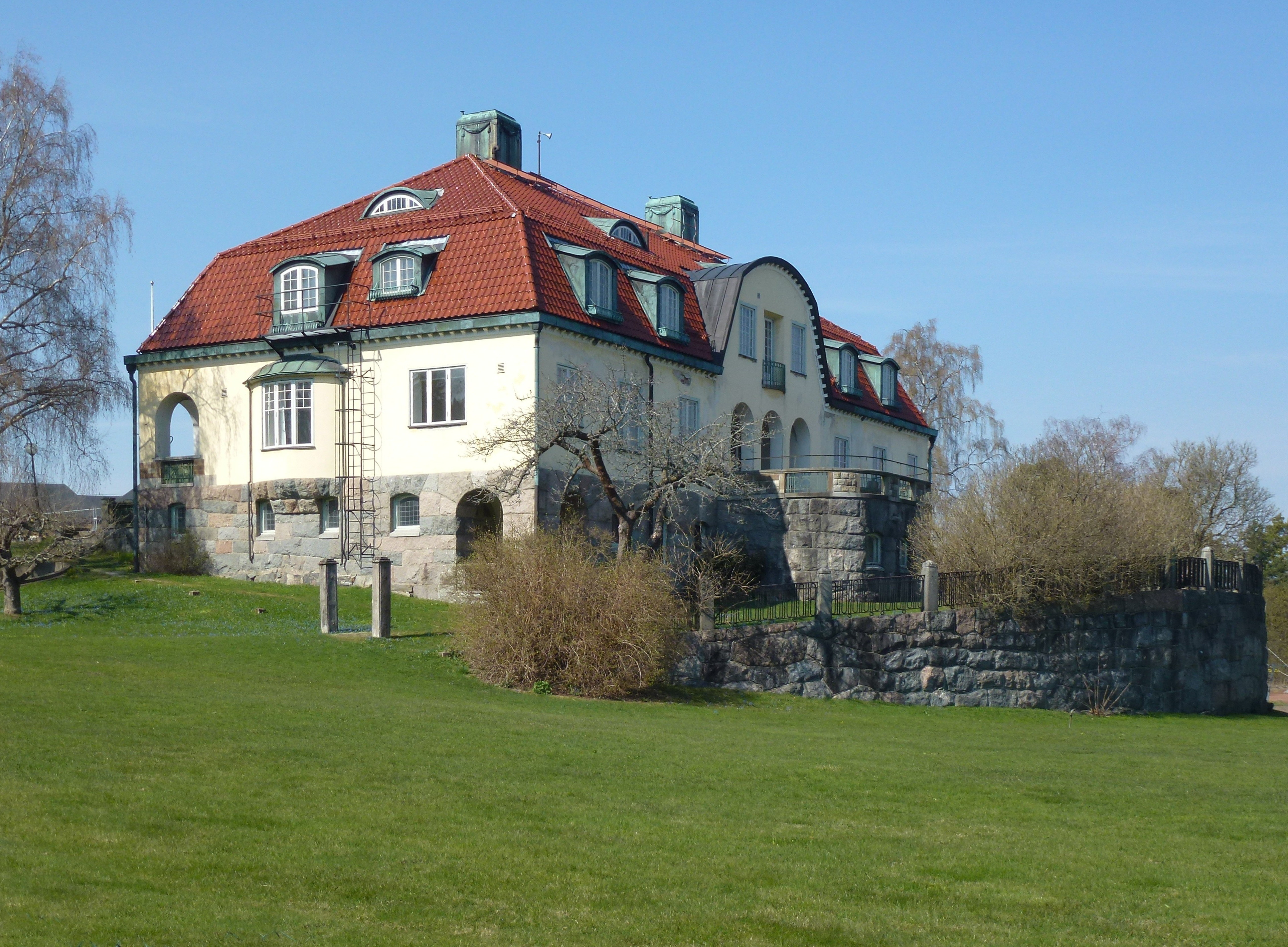
Villa Neumüller, Hästhagen.

Otto Emil Neumüllers far Friedrich Neumüller var invandrare från Hannover-trakten i Tyskland som 1852 grundade Neumüllers Bryggeri på Södermalm i Stockholm. Friedich Neumüller hade stor framgång med sin bryggerinäring. Vid starten 1854 hade fabriken 15 anställda, på 1870-talet sysselsattes 36 personer i bryggeriet som ökade till 101 år 1888.
Efter studentexamen 1879 utbildades Neumüller till bryggmästare på den anrika bryggarskolan Weihenstephan i Freising i Bayern. Efter återkomsten 1883 blev han disponent i faderns bryggeri. Neumüller gifte in sig i en annan bryggarsläkt, hans första hustru, Selma Neumüller, född Simonsson, var dotter till Carl Gustav Simonsson, delägare i Nürnbergs Bryggeri och Hamburgerbryggeriet.
År 1889 ingick Neumüllers bryggeri i det nybildade konsortiet AB Stockholms Bryggerier. Han fortsatte då som disponent för fabriken och var även ledamot i AB Stockholms Bryggerier. Han visade sig vara en resolut företagsledare. När bryggeriarbetarna strejkade en gång tog han på sig arbetskläder, satte sig på kuskbocken och körde ut öl med häst och vagn till firmans kunder. Efter en tvist mellan Otto Emil Neumüller och konsortiet fick namnet Neumüller inte längre användas på etiketterna. Men bryggeriet fanns kvar till 1959 vid Åsögatan under namnet S:t Eriks Bryggeri (tidigare S:t Eriks Bryggeri på Kungsholmen).
Neumüller hade 1911 köpt ett flygplan, en Nyrop-Blériot nr 3 byggd av ingenjören Hjalmar Nyrop på Nyrops Båt- och Aeroplansvarv i Landskrona och var varvets tredje flygplansbygge (Nyrop 3). Maskinen skänktes till svenska marinen och blev därmed Svenska försvarets första flygplan. Neumüllers gåva av "Aeroplanet nr 1" kom i folkmun att kallas för "Bryggarkärran" efter donatorns yrke. Flygplanet dök sedermera upp på Neumüllers öletiketter. Flygplanet finns på Tekniska museet.
Neumüller avled i en stroke nyss fyllda 65 år på sin gård Villa Neumüller i Hästhagen, nuvarande Nacka kommun. I dödsrunan, tryckt i Nya Dagliga Allehanda 1925, berömdes Otto Neumüller för sitt rättframma sätt, sitt mod och sin kompromisslöshet, där hette det bland annat: "...Han var en kraftkarl, en rättfram, orädd och modig man för vilken kompromissen var främmande, han sade sin mening till höger och vänster utan anläggande av falska opportunitetshänsyn."
Han var gift två gånger och fick elva barn. Han ligger begravd på Södra kyrkogården, Nacka i en familjegrav; på samma kyrkogård har även hans far Friedrich Neumüller fått sin sista vila.